# Гаццо-Веронезе
Гаццо-Веронезе, Ґаццо-Веронезе (італ. Gazzo Veronese, вен. Gazo Veronese) — муніципалітет в Італії, у регіоні Венето,  провінція Верона.
Гаццо-Веронезе розташоване на відстані близько 380 км на північ від Рима, 105 км на захід від Венеції, 33 км на південь від Верони.
Населення — 5412 осіб (2014).
Щорічний фестиваль відбувається 5 серпня. 

## Демографія
Населення за роками:

Станом на 1 січня 2023 року в муніципалітеті офіційно проживало 580 іноземців з 32 країн, серед них 189 громадян країн Євросоюзу та 7 громадян України.

## Сусідні муніципалітети
- Казалеоне
- Ногара
- Остілья
- Сангуїнетто
- Серравалле-а-По
- Сорга
- Сустіненте
- Віллімпента